# Cynoscion guatucupa
Cynoscion guatucupa és una espècie de peix de la família dels esciènids i de l'ordre dels perciformes.

## Morfologia
- Els mascles poden assolir 50 cm de longitud total.[4][5]

## Depredadors
És depredat per Squatina guggenheim i, al Brasil, per Pomatomus saltatrix.

## Hàbitat
És un peix marí, de clima subtropical i bentopelàgic que viu des de 180m fins als 195 m de fondària.

## Distribució geogràfica
Es troba a l'Atlàntic sud-occidental: Brasil, l'Uruguai i l'Argentina.

## Observacions
És inofensiu per als humans.